# Roberto Ferrucci
Œuvres principales
- Ça change quoi

Roberto Ferrucci, né le 20 octobre 1960 à Marghera (Venise), est un écrivain, journaliste et traducteur italien.

## Biographie
Roberto Ferrucci est né à Marghera (Venise) en 1960. Jusqu'en 1998, il a travaillé dans l'audiovisuel, en tant qu'auteur et responsable de programmes culturels à Tele Capodistria à partir de 1992, ainsi que comme collaborateur de diverses productions cinématographiques (notamment avec le réalisateur Silvio Soldini). Il se consacre principalement à l'écriture, au journalisme et à l'enseignement depuis 1998.
Son deuxième roman, Cosa cambia (en français : Ça change quoi), revient sur les circonstances dramatiques ayant entouré le sommet du G8 à Gênes en 2001.
Depuis plusieurs années, il dénonce le désastre écologique représenté par la circulation de paquebots de croisière en pleine Venise, où il vit, et participe à divers collectifs de résistance dans ce domaine. Ses textes Sentiments subversifs (2010) et Venise est lagune (2015), utilisant aussi la résonance de ses multiples résidences d'écriture à Saint-Nazaire (MEET), où sont construits nombre de ces paquebots, s'en font tout particulièrement l'écho.
Son dernier texte en date (en français : Ces histoires qui arrivent) est une brève méditation poétique et voyageuse entre Lisbonne, Pise et Venise, en compagnie du souvenir d'Antonio Tabucchi, devenu un proche ami de l'auteur depuis le mémoire de maîtrise intitulé Nouveaux romanciers italiens : Daniele Del Giudice et Antonio Tabucchi. Il est le traducteur italien de Jean-Philippe Toussaint et de Patrick Deville. Il anime régulièrement des rencontres et des ateliers sur la traduction littéraire, en France comme en Italie.
Il enseigne la création littéraire à la faculté de lettres de l'Université de Padoue depuis 2002, et écrit dans de nombreux journaux et revues. Depuis 2011, il collabore en permanence au Corriere della Sera et à son supplément littéraire La Lettura.
En 2020, il obtient une résidence littéraire à Sciences Po Lille, où il animera des cours.

## Œuvres
- Terra Rossa, roman, Transeuropa, 1993 - Rééd. Fernandel, 1998 - Rééd. Amos, 2005
- Giocando a pallone sull'acqua, chronique, Marsilio, 1999
- Andate e ritorni, scorribande a nordest, récit, Amos, 2003
- Cosa cambia, roman, Marsilio, 2007
  - En français : Ça change quoi, trad. Jérôme Nicolas, préf. Antonio Tabucchi, Le Seuil, coll. Fiction & Cie, 2010
- Impassibili et maledette - Le invenzioni di Andrea Pirlo, récit, Limina, 2010 - Rééd. Terra Ferma, 2014
- Sentimenti sovversivi, roman, Isbn Edizioni, 2011 
  - En français : Sentiments subversifs, trad. Jérôme Nicolas, MEET, 2010
- Sentimenti decisivi, Feltrinelli Zoom, 2012
  - En français : Sentiments décisifs, trad. Jérôme Nicolas, Feltrinelli Zoom, 2013
- Venezia é laguna, pamphlet poétique, Feltrinelli, 2015
  - En français : Venise est lagune, trad. Jérôme Nicolas, préf. Patrick Deville, La Contre Allée, 2016
- Storie che accadono, méditation poétique dans Lisbonne à propos d'Antonio Tabucchi
  - En français : Ces histoires qui arrivent, trad. Jérôme Nicolas, La Contre Allée, 2017.